# Bahamas nos Jogos Olímpicos de Verão de 1956
As Bahamas competiram nos Jogos Olímpicos de Verão de 1956 em Melbourne, Austrália.

## Medalhistas

### Bronze
- Sloan Farrington e Durward Knowles — Vela, Classe Star

## Resultados por Evento

### Atletismo
100 metros masculino
- Tom Robinson